# محمدرضا بهرامی طاقانکی
محمدرضا بهرامی طاقانکی دیپلمات و سفیر سابق جمهوری اسلامی ایران در کابل (افغانستان) است و دستیار وزیر و مدیرکل آسیای جنوبی وزارت امور خارجه است.

## زندگی کاری
او تجربه دو دوره سفارت در افغانستان را در کارنامه خود دارد. دور اول سفارت او در اواخر دولت سیدمحمد خاتمی (نهم شهریور ۱۳۸۲)  آغاز و تا سال ۱۳۸۶ یعنی اواسط دولت نخست محمود احمدی نژاد ادامه یافت. پس از پایان مأموریت و پیش از بازگشت به ایران، حامد کرزی در مراسم تودیع وی نشان عالی دولتی «احمد شاه مسعود» را به وی اعطا کرد. 
بهرامی ده سال بعد از آغاز اولین دوره سفارت خود، در سال ۱۳۹۲ برای دومین بار به عنوان سفیر و نماینده تام‌الاختیار جمهوری اسلامی ایران به کابل اعزام شد و تا آبان سال ۱۳۹۸ در این سمت باقی ماند. 
او پیش از سفارت، سرکنسول جمهوری اسلامی ایران درجلال آباد و قندهار بوده است. 
بر اساس اطلاعات موجود، محمدرضا بهرامی طاقانکی و نصرالله خلعتبری (اعتلاءالملک)و که سابقه دو دوره سفارت در کابل را دارند.